# Kopsia tenuis
Kopsia tenuis là một loài thực vật có hoa trong họ La bố ma. Loài này được Leenh. & Steems mô tả khoa học đầu tiên năm 1960.